# Men Nguyen
Men Nguyen, né en 1954 à Phan Thiết, est un joueur américain de poker professionnel d'origine vietnamienne.

## Biographie
Men Nguyen fuit le régime communiste vietnamien en 1978 pour la Malaisie puis reçoit l'asile politique aux États-Unis et recevra la nationalité américaine en 1986.
Men Nguyen est le cousin de David Pham et Minh Nguyen, tous deux joueurs de poker qui ont appris avec Men The Master. Il a également entrainé sa femme Van Nguyen, qui a gagné le WPT Celebrity Invitational en mars 2008. Ils ont ensemble trois enfants.

## Carrière professionnelle
Men Nguyen remporte le record de 4 fois le titre de Joueur de Poker de l'année du Card Player Magazine (en).

### Bracelets WSOP
| Année | Tournoi                                | Prix     |
| ----- | -------------------------------------- | -------- |
| 1992  | $1,500 Seven-card stud                 | $120,600 |
| 1995  | $2,500 Seven-card stud hi-lo           | $96,000  |
| 1995  | $2,500 Limit Texas hold 'em            | $110,000 |
| 1996  | $2,500 Omaha hi-lo                     | $110,000 |
| 2003  | $5,000 Seven-card stud                 | $178,560 |
| 2003  | $1,500 Ace to Five Triple Draw Lowball | $43,520  |
| 2010  | $10,000 Seven-card stud                | $394,807 |